# Медаль Джона Бейтса Кларка
Медаль Джона Бейтса Кларка (англ. John Bates Clark Medal) — престижна нагорода Американської економічної асоціації. Медаль має ім'я видатного американського економіста-неокласика, визнаного лідера школи Маржиналізму Джона Бейтса Кларка і з 1946 присуджується молодим «американським економістам, які у віці до сорока років зробили значний внесок в економічну думку і знання». При чому під «американським» розуміється не громадянство або походження, а місце перебування, тобто роботи та творчого доробку. До 2009 року медаль присуджувалась раз на два роки, а починаючи з 2010 — щороку, у квітні.
Приблизно 40 % економістів нагороджених медаллю, надалі стали лауреатами Нобелівської премії з економіки, тому медаль неофіційно вважається передсходинкою до Нобелевської премії.

## Лауреати медалі
У дужках — дата нагородження Нобелівською премією.
- 1947: Пол Семюельсон (1970)
- 1949: Кеннет Боулдінг
- 1951: Мілтон Фрідман (1976)
- 1953: медаль не присуджувалась
- 1955: Джеймс Тобін (1981)
- 1957: Кеннет Ерроу (1972)
- 1959: Лоуренс Клейн (1980)
- 1961: Роберт Солоу (1987)
- 1963: Гендрик Гаутакер[en]
- 1965: Цві Гріліхес[en]
- 1967: Гері Беккер (1992)
- 1969: Марк Нерлов[en]
- 1971: Дейл Йоргенсон
- 1973: Франклін Фішер[en]
- 1975: Деніел Макфадден (2000)
- 1977: Мартін Фельдштайн[en]
- 1979: Джозеф Стігліц (2001)
- 1981: Майкл Спенс (2001)
- 1983: Джеймс Хекман (2000)
- 1985: Джері Гаусман[en]
- 1987: Сенфорд Гроссман[en]
- 1989: Девід Крепс
- 1991: Пол Круґман (2008)
- 1993: Лоуренс Саммерс
- 1995: Девід Кард (2021)
- 1997: Кевін Мерфі[en]
- 1999: Андрій Шлейфер
- 2001: Метью Рабін[en]
- 2003: Стівен Левітт
- 2005: Дарон Аджемоглу
- 2007: Сьюзен Етей[en]
- 2009: Еммануель Саец(інші мови)
- 2010: Естер Дюфло (2019)
- 2011: Джонатан Левін[en]
- 2012: Емі Фінкельштайн[en]
- 2013: Радж Четті[en]
- 2014: Метью Гентцков[en]
- 2015: Роланд Фраєр[en]
- 2016: Юлій Санніков
- 2017: Дейв Дональдсон
- 2018: Параг Патак[en];
- 2019: Емі Накамура[en]
- 2020: Мелісса Делл[en]
- 2021: Ісая Ендрюс[en]
- 2022: Олег Іцхокі
- 2023: Габрієль Цукман[en]
- 2024: Філіпп Штрак(інші мови)
- 2025: Стефані Станчева(інші мови)